# Bellevigny
Bellevigny es una comuna nueva francesa situada en el departamento de Vandea, de la región de Países del Loira.

## Historia
Fue creada el 1 de enero de 2016, en aplicación de una resolución del prefecto de Vandea de 19 de noviembre de 2015 con la unión de las comunas de Belleville-sur-Vie y Saligny, pasando a estar el ayuntamiento en la antigua comuna de Belleville-sur-Vie.

## Demografía
| Gráfica de evolución demográfica de Bellevigny entre 1800 y 2013 |
|                                                                  |

Los datos entre 1800 y 2013 son el resultado de sumar los parciales de las dos comunas que forman la nueva comuna de Bellevigny, cuyos datos se han cogido de 1800 a 1999 (o a 2006 según corresponda), para las comunas de Belleville-sur-Vie y Saligny de la página francesa EHESS/Cassini. Los demás datos se han cogido de la página del INSEE.

## Composición
| Comuna delegada    | Código INSEE | Población (2013) | Superficie (km²) | Densidad (hab./km²) |
| ------------------ | ------------ | ---------------- | ---------------- | ------------------- |
| Belleville-sur-Vie | 85019        | 3857             | 15.16            | 254                 |
| Saligny            | 85279        | 1938             | 23.26            | 83                  |